# آوای-سور-سش
آوای-سور-سش (به فرانسوی: Availles-sur-Seiche) یک کمون در فرانسه است که در ایل-ا-ویلن واقع شده‌است. آوای-سور-سش ۱۱٫۰۶ کیلومتر مربع مساحت دارد ۸۰ متر بالاتر از سطح دریا واقع شده‌است.